# Sameer Zuberi
Sameer Zuberi (né à Montréal en août 1979) est un chercheur juridique, administrateur d'université et homme politique canadien. Il a été élu pour représenter la circonscription fédérale de Pierrefonds-Dollard en tant que membre du Parti Libéral à la Chambre des communes du Canada, lors des élections fédérales de 2019.

## Biographie
Né à Montréal, Zuberi est l'aîné de six enfants qui ont grandi à Laval, au Québec, dans une famille multiculturelle, avec une mère d'origine écossaise et italienne et un père qui a quitté le Pakistan pour s'installer au Canada dans les années 1970. Il suivit ses études collégiales au Collège Marianopolis, avant de poursuivre sa formation universitaire à l'Université Concordia où il obtient, en 2004, une licence en mathématiques. En 2010, il s'est inscrit à l'Université du Québec à Montréal au programme de baccalauréat en droit (LL.B.) qui lui permettra d'obtenir son diplôme de droit en 2014. Cette année-là, Zuberi devint le premier récipiendaire de la bourse Juanita Westmoreland-Traoré, en reconnaissance de son engagement social,. Baptisé en l'honneur de la Commissaire de la Commission Canadienne des Droits de la personne, première juge noire de l'histoire du Québec et première doyenne noire d'une école de droit au Canada, l'Honorable Juanita Westmoreland-Traoré, le prix est décerné à des étudiants en droit pour leur contribution exceptionnelle à la communauté en mettant en œuvre leur formation juridique pour promouvoir les droits de l'homme, la justice sociale et les droits à l’égalité.
Pendant son parcours à Concordia, Zuberi a été élu deux fois vice-président du Concordia Student Union et a été membre du Concordia Council on Student Life, défendant les intérêts des étudiants, soutenant la diversité et encourageant un fort sentiment de communauté,. Zuberi a également été membre du conseil d'administration du Conseil Interculturel de la Ville de Montréal, a siégé au conseil d'administration du West Island Assistance Fund  et a été l'un des membres fondateurs de la section québécoise de L'Association Canadienne des Avocats Musulmans (CMLA), son vice-président en 2014 et membre du conseil d'administration national en 2015 
Il est un mari dévoué et père de deux jeunes filles.

### Carrière politique
De 1997 à 2002, Zuberi a servi au sein du Black Watch, une unité de réserve des Forces canadiennes, et a aidé ses compatriotes pendant la tempête de verglas de 1998. Après avoir obtenu son diplôme de l'université Concordia en 2004, il a travaillé un an comme enseignant d'anglais au Koweït. À son retour au Canada en 2006, il a rejoint le bureau d'Ottawa du Conseil national des musulmans canadiens, organisation à but non lucratif et non partisane (anciennement connu sous le nom de Conseil canadien sur les relations américano-islamiques (CAN-CAIR)), la principale organisation de défense des intérêts des musulmans au Canada, en tant que coordinateur pour les relations avec les médias et les droits de l’homme.
Après avoir obtenu son diplôme de droit en 2014, Zuberi a été nommé responsable de la diversité et de l'engagement à la faculté de médecine de l'Université McGill, où il a également été élu au Sénat. Pendant son temps à McGill, il a travaillé en faveur de la promotion de la diversité et de l'inclusion des étudiants noirs et autochtones ainsi que des étudiants issus de milieux socio-économiques défavorisés et de ceux des régions rurales du Québec,.
En novembre 2013, Zuberi a fait sa première entrée en politique en tant que candidat au poste de conseiller municipal dans le district de Bois-de-Liesse de l'arrondissement de Pierrefonds-Roxboro, dans le cadre de Projet Montréal. Il est arrivé en troisième position, avec 22,93 % des voix.
Lorsque Frank Baylis, député de Pierrefonds-Roxboro, a annoncé en, juin 2019, qu'il ne se présenterait pas pour un deuxième mandat, Zuberi a rejoint la course à l'investiture aux côtés de cinq autres candidats du Parti Libéral dans l'une des plus importantes nominations du parti avec 9 000 votes enregistrés et une participation de 3 200 personnes. En tant que candidat officiel du Parti Libéral, il a remporté une victoire substantielle sur le candidat du Parti Conservateur (21 510 voix) et fut élu membre du 43e législature du Canada.
Pendant la campagne électorale, Zuberi a fait l'objet d'une campagne de rhétorique cherry picking lancée par le Parti Conservateur, qualifiant d'antisémites certaines de ses activités passées en tant qu'étudiant et défenseur des droits de l'homme. Zuberi, lui-même né dans une famille multiraciale et multiconfessionnelle composée de juifs, de chrétiens et de musulmans, a démenti avec vigueur ces caractérisations à de nombreuses reprises et a été soutenu par le Parti Libéral ainsi que par des dirigeants de la communauté juive de Montréal,.
Après l'élection, Zuberi a été membre de plusieurs commissions parlementaires, dont la Commission de la justice et des droits de l'homme, la Commission d'examen de la réglementation et la Sous-commission des droits internationaux de la personne du Comité permanent des affaires étrangères et du développement international , dont il s'est retiré après avoir voyagé aux États-Unis, quoique pour des raisons familiales jugées essentiels par lui , pendant les restrictions de voyage entre les États-Unis et le Canada en raison de la pandémie de COVID-19, exhortant les Canadiens à éviter les voyages non essentiels.
En partenariat avec la Chambre de Commerce de l'Ouest de l'Île de Montréal, le bureau de Zuberi a créé en 2020, un programme de soutien aux petites entreprises dans le but d'aider plus de 1 800 entreprises locales à Pierrefonds-Dollard.
Depuis juin 2021, il est officiellement membre du Comité permanent des anciens combattants, dont le mandat est la gestion et le fonctionnement du ministère des Anciens Combattants et toute autre question qui lui est soumise par la Chambre des communes. Il est l'actuel président de la Sous-commission des droits internationaux de la personne du Comité permanent des affaires étrangères et du développement international, et vice-président de la Commission d'examen de la réglementation.
En tant que député, Zuberi a présenté une motion de consentement unanime sur la reconnaissance du génocide des Roms. Il a été co-président du bipartisan Canadian-Uyghur Parliamentary Friendship Group et l'une des voix principales au Canada et au sein du Parti Libéral canadien concernant les violations des droits de l'homme commises à l'encontre de la communauté Ouïghour en Chine, ce qui a conduit à l'adoption d'une motion qualifiant les actions de la Chine de génocide, sans aucune opposition à cette motion,.
Le 20 juin 2022, lors de la 44e législature du Canada, Zuberi a présenté la motion M-62, afin de «tirer parti de façon urgente du programme de réinstallation des réfugiés et des personnes protégées à titre humanitaire d’Immigration, Réfugiés et Citoyenneté Canada afin d’accélérer l’entrée au pays de 10 000 Ouïghours et autres musulmans turciques ayant besoin de protection pour une période de deux ans à compter de 2024». Le premier débat de cette motion a été tenu le 22 octobre 2022.
Le 14 décembre 2022, Zuberi a appuyé le projet de loi S-223: Loi modifiant le Code criminel et la Loi sur l'immigration et la protection des réfugiés (trafic d'organes humains).